# Anyelo Velásquez
Anyelo Alberto Velásquez Guadamuz (ur. 22 grudnia 2004) – nikaraguański piłkarz występujący na pozycji lewego obrońcy, reprezentant Nikaragui, od 2020 roku zawodnik Diriangén.